# Castilmimbre
Castilmimbre es una localidad española del municipio de Brihuega, perteneciente a la provincia de Guadalajara, en la comunidad autónoma de Castilla-La Mancha. 

## Geografía
Pascual Madoz en la entrada para la localidad de su Diccionario geográfico-estadístico-histórico de España y sus posesiones de Ultramar (1846-1850) menciona que está sita «en la cúspide de una colina circundada de montes».

## Historia
Hacia mediados del siglo XIX, el lugar, por entonces con ayuntamiento propio, tenía contabilizada una población de 223 habitantes. La localidad aparece descrita en el sexto volumen del Diccionario geográfico-estadístico-histórico de España y sus posesiones de Ultramar de Pascual Madoz de la siguiente manera:

CASTILMIMBRE: v. con ayunt. en la prov. de Guadalajara (6 leg.), part. jud. de Brihuega (2), aud. terr. de Madrid (16), c. g. de Castilla la Nueva y dióc. de Sigüenza (8): sit. en la cúspide de una colina, circundada de montes, con libre ventilacion y clima templado; las enfermedades mas comunes son catarrales, fiebres viliosas, pleuresías é hidropesias: tiene 70 casas; la de ayunt. con soportales; escuela de instruccion primaria, concurrida por 25 alumnos, á cargo de un maestro dotado con 1,100 rs.; un pósito nacional, cuyo fondo consiste en 40 fan. de trigo; una fuente de abundantes y buenas aguas que provee al vecindario, y debajo de ella un lavadero; un horno de pan cocer y una igl. parr. (La Asuncion de Nuestra Señora), servida por un cura de provision real y ordinaria previo concurso; el cementerio se halla inmediato á la parr., á la parte del N., en posicion que no ofende á la salud pública; fuera de la v. hacia el E., hay un hermoso paseo y alameda poblada de olmos, cerezos, perales, nogales y otros diferentes árboles: confina el térm. N. Barrio-pedro; E. Enche; S. Budia, y O. Pajares; dentro de él se encuentra una ermita (La Soledad) y varios manantiales de buenas aguas: el terreno participa de montuoso y llano, en lo general es pedregoso y de poca miga; en el primero se encuentran varios bosques de robles, de canuto bajo y alto; hay en cultivo unas 7,756 fan. de tierra de primera, segunda y tercera calidad, de las cuales, como unas 1,000 son de huerta, fertilizadas por el arroyo titulado de Castillo, que aunque no de grande caudal, es de curso perenne. caminos: los locales, de herradura y en buen estado. correo: se recibe y despacha en la estafeta de Budia los miércoles y sábados. prod.: trigo, cebada, avena, vino, frutas y hortalizas; cria ganado lanar, cabrio, mular, asnal y vacuno; caza de ciervos, corzos, lobos, zorras, liebres, conejos y muchas perdices. ind.: la agrícola, el carboneo, algunos telares de lana para el consumo de los hab., y un molino harinero. comercio: esportacion de algun ganado, y el sobrante de frutos á los mercados de Brihuega y Budia. pobl.: 54 vec., 223 alm. cap. prod.: 1.520,800 rs. imp.: 62,500. contr.: 3,629. presupuesto municipal: asciende á 4,000 rs. y se cubre con los prod. de un horno de poya, el molino harinero y el carboneo de los montes llamados concejales.
(Madoz, 1847, p. 172)

Fue municipio independiente hasta el 29 de mayo de 1970, cuando un decreto aprobó su anexión definitiva a Brihuega.

## Demografía
| Gráfica de evolución demográfica de Castilmimbre entre 1842 y 1960 |
| |
| Población de derecho según los censos de población del INE Población de hecho según los censos de población del INEEntre el censo de 1970 y el anterior, este municipio desaparece porque se integra en el municipio Brihuega |

Esta gráfica refleja la evolución demográfica de la unidad poblacional perteneciente al municipio de Brihuega:
| Gráfica de evolución demográfica de Castilmimbre entre 2000 y 2013            |
|                                                                               |
| Población (2000-2013) según el nomenclátor de unidades poblacionales del INE. |